# O Peregrino
The Pilgrim's Progress ou O Peregrino – A Viagem do Cristão à Cidade Celestial é um livro alegórico cristão de 1678 escrito pelo inglês John Bunyan. É considerado uma das obras mais significativas relacionadas às práticas teológicas e religiosas na literatura inglesa. Foi traduzido para mais de 200 idiomas e nunca ficou fora de catálogo. Apareceu em holandês em 1681, alemão em 1703 e em sueco em 1727. A primeira edição norte-americana foi publicada em 1681. Também foi citado como o primeiro romance escrito em inglês. De acordo com o editor literário Robert McCrum, "não há nenhum livro em inglês, além da Bíblia, que iguale a obra-prima de Bunyan para o alcance de seus leitores, ou sua influência em escritores tão diversos como William Thackeray, Charlotte Brontë, Mark Twain, C. S. Lewis, John Steinbeck e até Enid Blyton."
Bunyan começou seu trabalho na prisão do condado de Bedfordshire por violações do Conventicle Act de 1664, que proibia a realização de serviços religiosos fora dos auspícios da Igreja Anglicana. Historiadores modernos acreditavam que o livro foi iniciado na segunda prisão de Bunyan, mais curta por seis meses em 1675, porém, estudiosos contemporâneos acreditam que foi iniciado durante sua prisão inicial (1660–72) logo após ter escrito sua autobiografia espiritual Grace Abounding to the Chief of Sinners (1666).
O texto em inglês é composto por 108 260 palavras e é dividido em duas partes, cada uma lida como uma narrativa contínua sem divisões de capítulos. A primeira parte foi concluída em 1677 e inscrita no Registro de Papelarias em 22 de dezembro de 1677. Foi licenciada e inscrita no "Catálogo de Prazos" em 18 de fevereiro de 1678, considerado a data da primeira publicação. Após a primeira edição da primeira parte em 1678, uma edição expandida, com acréscimos escritos depois que Bunyan foi libertado, apareceu em 1679. A segunda parte apareceu em 1684. Houve onze edições da primeira parte durante a vida de John Bunyan, publicadas em sucessivas anos de 1678 a 1685 e em 1688, e houve duas edições da segunda parte, publicada em 1684 e 1686.

## Enredo
O jovem peregrino chamado simplesmente Cristão, atormentado pelo desejo de se ver livre do fardo pesado que carrega nas costas, segue sua jornada por um caminho estreito, indicado por um homem chamado Evangelista, pelo qual se pode alcançar a Cidade Celestial. Na narrativa, todas as personagens e lugares que o peregrino depara levam nomes de estereótipos (como: Hipocrisia, Boa-Vontade, Sr. Intérprete, gigante Desespero, A Cidade da Destruição, O Castelo das Dúvidas, etc.) consoante os seus estilos, características e personalidades.
No ínterim, surgem-lhe várias adversidades, nas quais ele padece sofrimentos, chegando a perder-se, ser torturado e quase afogar-se. Apesar de tudo, o protagonista mantém-se sempre sóbrio, encontrando auxílio no companheiro de viagem Fiel, um concidadão seu. Mais adiante na trama, Fiel é executado pelos infiéis da Feira das Vaidades que se opőem à busca dos dois peregrinos. Contudo, Cristão acha um outro companheiro, chamado Esperança, que mais tarde lhe salvará a vida, e eles seguem a dura jornada até chegarem ao destino almejado.
A obra é uma alegoria contada como se fosse um sonho, voltando-se sempre a extrair dos eventos narrados alguns ensinamentos bíblicos, nos moldes das parábolas bíblicas.